# Luktelk
Chansons représentant la Lituanie au Concours Eurovision de la chanson
Stay de Monika Linkytė
(2023)
Luktelk est une chanson du chanteur lituanien Silvester Belt. Elle est sélectionnée pour représenter la Lituanie au Concours Eurovision de la chanson 2024 à Malmö. Elle sort le 11 janvier 2024, dans le cadre de sa participation à Eurovizija.LT 2024, la sélection nationale lituanienne pour le concours.

## Composition et contexte
La chanson est composée et écrite par Silvester Belt, Džesika Šyvokaitė et Elena Jurgaitytė et elle est produite par Karolis Labanauskas et Linas Strockis. Elle  a été écrite entièrement en lituanien,.
La chanson est décrite comme une chanson pop avec des influences de musique électronique et est inspirée par le succès des précédentes participations lituaniennes Sentimentai et Stay ,. Silvester Belt révèle que les paroles ont été écrites avec « l'intention que les consonnes ressemblent à d'autres mots dans d'autres langues », de sorte que la chanson soit « plus simple et plus compréhensible pour les étrangers ». Il révèle également que la chanson parle du fait d'être coincé dans une boucle matricielle, dans laquelle  « nos tâches quotidiennes […] se répètent ».

## Concours Eurovision de la chanson

### Eurovizija.LT
Eurovizija.LT est le format de la finale nationale organisée par la LRT pour sélectionner le représentant lituanien au Concours Eurovision de la chanson 2024. Pour 2024, le concours a vu 40 candidats s'affronter lors de cinq demi-finales, qui se sont déroulées entre le 13 janvier et le 10 février 2024, et d'une finale le 17 février 2024. Une combinaison 50/50 du vote du jury et du public a déterminé le classement dans chaque phase, les deux meilleurs candidats de chaque demi-finale se qualifiant pour la finale. Les trois meilleurs candidats de la finale ont ensuite été soumis à un dernier vote télévisé, qui a désigné le vainqueur.
Silvester Belt a été officiellement annoncé pour participer à Euroviizja.LT le 19 décembre 2023. " Luktelk " a été tirée au sort pour participer à la première demi-finale, se qualifiant en terminant première sur les huit chansons de la demi-finale. En finale, Luktelk passe en superfinale, avec deux autres chansons (Impossible de Shower et Simple Joy de The Roop) . La chanson remporte ensuite la superfinale et le droit de représenter la Lituanie au Concours Eurovision de la chanson 2024.

### À l'Eurovision
Le 30 janvier 2024, le tirage au sort des demi-finales a eu lieu. La Lituanie se produit en première partie de la première demi-finale, à laquelle l'Allemagne, le Royaume-Uni et la Suède votent. Elle s'y qualifie et participera donc à la finale le 11 mai 2024.